# راؤول كاسترو
راؤول كاسترو (3 يونيو 1931 -)، سياسي كوبي ورئيس كوبا السابق منذ 24 فبراير 2008 بعد انتخابه من قبل البرلمان خلفا لفيدل كاسترو بعد 49 عاما من الحكم وحتى 19 أبريل 2018، وكان راؤول هو المرشح الوحيد. راؤول كاسترو هو الأخ الأصغر غير الشقيق لفيدل من أمه. وتعهد بإحداث تغييرات في الاقتصاد فقط، وليس السياسة قائلا بأنه سيواصل تلك السياسات التي اتبعها فيدل.
ولد لنفس أم فيدل ولأب صيني كان يعمل في الجيش إلا أن والد فيدل اعترف به ومنحه لقب العائلة. شارك راؤول مع الثوار عام 1950. وأصبح وزيراً للدفاع منذ أن استلم أخوه فيدل كاسترو الحكم وذلك عام 1959، وأصبح راؤول كاسترو نائبا لرئيس الوزراء عام 1962 والنائب الأول لرئيس الجمهورية عام 1972. قاد مع أخيه فيدل وغيفارا حملة مسلحة ضد باتيستا ونال شهرته بترؤسه إعدام 70 من جنود باتيستا خلال الثورة. ومنذ ذلك الحين وهو وزير الدفاع ويحمل أيضا لقب النائب الأول لرئيس الجمهورية وذلك حتى انتخابه للرئاسة.
وقد أدار راؤول كوبا منذ أن أُجريت جراحة لكاسترو لوقف نزيف معوي مما اضطره إلى تسليم السلطة لأخيه من أمه في 31 يوليو 2006، وابدى خلالها ميله إلى التغيير البراغماتي «ضمن الاستمرارية» الاشتراكي. وكان فيدل كاسترو قد أعلن في رسالة بخط يده مؤرخة بتاريخ 18 فبراير 2008 استقالته من منصب الرئاسة. وكان راؤول هو المرشح الأقوى والوحيد لخلافه أخيه.

## النشأة
ولد راؤول موديستو كاسترو روس في بلدة بيران بكوبا، وهو النجل الشرعي لأب من المهاجرين الإسبان، يدعى أنخل كاسترو، والذي كان عمره 55 عامًا حين ولد راؤول، وأم كوبية من أصول كنارية تدعى لينا روس. كان راؤول أصغر أشقائه الثلاثة: رامون، وفيدل، وهو نفسه. كذلك كان لديه أربع شقيقات: أنجيلا، وخوانيتا، وإيما، وأغوستينا. تولت زوجة أنخل كاسترو الأولى، ماريا أرغوتا، رعاية خمسة من أخوة راؤول غير الأشقاء الشرعيين: بيدرو إيميليو، وماريا ليديا، ومانويل، وأنطونيا، وجورجينا.
طرِد الأخوان كاسترو من المدرسة الأولى التي التحقا بها خلال طفولتهما. ومثل فيدل، التحق راؤول بمدرسة كوليجيو دولوريس اليسوعية في سانتياغو، ومدرسة بيلين التحضيرية اليسوعية في هافانا. درس راؤول الإدارة العامة في جامعة هافانا حين كان طالبًا جامعيًا، ولكنه لم يتخرج. وفي حين تفوق فيدل كطالب، كان أداء راؤول عاديًا بالإجمال. أصبح راؤول اشتراكيًا ملتزمًا، والتحق بحزب الشباب الاشتراكي، وهو فرع تابع للحزب الاشتراكي الشعبي ذي التوجه السوفيتي، وهو الحزب الشيوعي في الجزيرة. شارك الأخوان بفاعلية في الأعمال الطلابية التي اتصفت بالعنف في بعض الأحيان.
كان راؤول عضوًا في جماعة حركة 26 يوليو التي هاجمت معسکر مونكادا في عام 1953. وحكم عليه بالسجن لمدة 13 سنة، وقضى 22 شهرًا في السجن على إثر ضلوعه في هذا الفعل. شارك في التحضير لرحلة القارب غرانما إلى كوبا أثناء فترة نفيه اللاحقة في المكسيك.

## مشواره السياسي

### بداية مشواره السياسي
كان راؤول كاسترو روس عضوًا في القيادة الوطنية للمنظمات الثورية المدمجة (التي تأسست في شهر يوليو من عام 1961، وحلت في شهر مارس عام 1962)، وعضوًا في حزب الاتحاد الثوري الاشتراكي الكوبي (الذي تأسس في شهر مارس عام 1962، وحل في شهر أكتوبر عام 1965). وكذلك ينسب إليه الفضل في المساعدة على إسقاط طائرة من نوع لوكهيد يو-2، وقتل الرائد رودولف أندرسون.
كان عضوًا في اللجنة المركزية للحزب الشيوعي الكوبي، وثاني أمين لمكتبه السياسي منذ تشكل الحزب في شهر أكتوبر من عام 1965. كذلك شغل منصب أول نائب لرئيس مجلس الدولة الكوبي التابع للجمعية الوطنية للسلطة الشعبية ومجلس الوزراء منذ تأسسهما في عام 1976.

### تولي المهام الرئاسية
في 31 يوليو عام 2006، أعلن السكرتير الشخصي لفيدل كاسترو، كارلوس فالنسياغا على التلفزيون الحكومي أن فيدل كاسترو سيسلم مهام الأمين الأول للحزب الشيوعي الكوبي (رئيس الحزب)، ورئيس مجلس الدولة الكوبي (رئيس الدولة)، ورئيس مجلس الوزراء الكوبي (رئيس الحكومة)، والقائد الأعلى للقوات المسلحة إلى راؤول كاسترو بصفة مؤقتة، في حين يخضع فيدل لعملية جراحية في الأمعاء للتعامل مع نزيف هضمي والتعافي منه.
نظر العديد من المعلقين إلى راؤول كاسترو كشخصية سياسية متشددة ستحافظ على سطوة الحزب الشيوعي الكوبي على البلاد. ومع ذلك، اعتقد آخرون أنه كان أكثر براغماتيةً من شقيقه الأكبر وعلى استعداد لإقرار بعض السياسات الاقتصادية الموجهة نحو الأسواق. كان هناك تكهنات حول تفضيله شكلًا مماثلًا للنموذج السياسي والاقتصادي الصيني أو الفيتنامي الحالي بالنسبة لكوبا، آملًا في الإبقاء على بعض عناصر النظام الاشتراكي.
يعتبر البعض أن شخصية راؤول كانت أقل جاذبيةً من شقيقه فيدل كاسترو، الذي ظل متواريًا عن الأنظار إلى حد كبير خلال فترة نقل المهام. شملت ظهوراته العلنية استضافته اجتماعًا لقادة دول عدم الانحياز في شهر سبتمبر عام 2006، وقيادة الاحتفال الوطني بالذكرى الخمسين لوصول قارب غرانما، والذي كان أيضًا احتفالًا متأخرًا بعيد ميلاد فيدل الثمانين.
صرح راؤول في خطاب ألقاه أمام عدد من الطلاب الجامعيين أن النظام الشيوعي في كوبا سيظل قائمًا، قائلًا: «لا يمكن استبدال فيدل، ما لم نستبدله جميعًا معًا».
ترأس راؤول احتفالات عيد العمال في هافانا في يوم 1 مايو عام 2007. بلغ عدد المشاركين في الحشد أكثر من مليون شخص، وشاركت فيه وفود من أكثر من 225 منظمة و52 دولة بحسب ما جاء في صحيفة غرانما. يعرف عن راؤول أسلوبه العملي والممل في إلقاء الخطابات.

### كزعيم شيوعي
فاز راؤول كاسترو بالانتخابات ليصبح الرئيس الجديد لمجلس الدولة ورئيس مجلس الوزراء خلال جلسة تشريعية عقدت في قصر المؤتمرات الكوبي في هافانا بتاريخ 24 فبراير عام 2008، وذلك بعد توليه فترةً رئاسيةً مؤقتةً كما أعلن عنه أصلًا في عام 2006. أعلنت إدارته عن عدة إصلاحات اقتصادية في وقت لاحق. وفي شهر مارس عام 2008، رفعت الحكومة القيود المفروضة على شراء العديد من المنتجات التي لم تكن متاحةً خلال إدارة فيدل كاسترو، بما في ذلك مشغلات أقراص الفيديو الرقمية والحواسيب وأجهزة طهي الأرز وأجهزة الميكروويف. وسمحت الحكومة للمزارعين والجمعيات التعاونية بتأجير الأراضي غير المستخدمة المملوكة للدولة في محاولة لتنشيط الإنتاج الغذائي، ونقلت جزءًا كبيرًا من عملية صناعة القرار المتعلقة باستخدام الأراضي من المستوى الوطني إلى المستوى المحلي.
خفِفت جميع أحكام الإعدام (نحو 30 حكمًا) خلال الفترة ما بين عام 2008 وعام 2010، وذلك على الرغم من عدم تنفيذ أي حكم إعدام منذ عام 2003.
أقرت الحكومة إصلاحات شاملة لهيكلة الرواتب في جميع الشركات الحكومية في منتصف عام 2008، وبذلك تسنى للموظفين الأكثر اجتهادًا كسب رواتب أعلى. وعلاوةً على ذلك، رفعت الحكومة القيود المفروضة على استخدام الهواتف المحمولة، ونظرت في إزالة قيود السفر الموضوعة على الكوبيين.
أقال راؤول كاسترو بعض المسؤولين في شهر مارس من عام 2009.
في أبريل عام 2011، أعلن راؤول عن خطة مؤلفة من 300 إصلاح اقتصادي رمت إلى تشجيع المبادرات الخاصة، وتخفيض الإنفاق الحكومي، وتشجيع الاستثمارات الأجنبية، والإصلاحات الزراعية. كذلك أعلن عن وضع حد على عدد الولايات الرئاسية، بما في ذلك ولايته الرئاسية.
في 24 فبراير عام 2013، عين البرلمان الكوبي راؤول كاسترو كرئيس لولاية جديدة قدرها خمس سنوات، وعين ميغيل دياز كانيل كنائب أول له. أعلن كاسترو في ذلك اليوم عن نيته التنحي عن السلطة بعد انتهاء ولايته الرئاسية الثانية في عام 2018.
اختارته بلدية سيغويندو فرينتي في مقاطعة سانتياغو دي كوبا كمرشح في الجمعية الوطنية للسلطة الشعبية في عام 2018. تعتبر هذه البلدية مهد الثورة الكوبية.
تولى ميغيل دياز كانيل رئاسة كوبا (كرئيس مجلس الدولة) بتاريخ 19 أبريل عام 2018. ومع ذلك، ظل راؤول كاسترو سكرتيرًا أولًا للجنة المركزية للحزب الشيوعي، وبالتالي، الزعيم الفعلي لكوبا، حتى قدم استقالته بتاريخ 19 أبريل عام 2021.

### تطبيع العلاقات مع الولايات المتحدة
قال راؤول كاسترو في مقابلة تعود لعام 2008: «إن الشعب الأمريكي من أقرب جيراننا. ينبغي أن نحترم بعضنا البعض. لم نكن أبدًا حاقدين على الشعب الأمريكي. ستعود العلاقات الجيدة بالفائدة على الطرفين. قد لا نستطيع حل جميع مشكلاتنا، ولكن يمكننا حل الكثير منها.»
في 10 ديسمبر عام 2013، أقدم كاسترو، في خطوة هامة، على مصافحة الرئيس الأمريكي باراك أوباما وتبادل التحية معه خلال مراسم تأبين نيلسون مانديلا في مدينة جوهانسبرغ.
في 17 ديسمبر عام 2014، أصدر كاسترو وأوباما بيانين منفصلين مفادهما أن الجهود الرامية إلى تطبيع العلاقات بين البلدين سوف تبدأ بإعادة فتح السفارتين في هافانا وواشنطن.

## روابط خارجية
- راؤول كاسترو على موقع IMDb (الإنجليزية)
- راؤول كاسترو على موقع الموسوعة البريطانية (الإنجليزية)
- راؤول كاسترو على موقع مونزينجر (الألمانية)
- راؤول كاسترو على موقع ألو سيني (الفرنسية)
- راؤول كاسترو على موقع أول موفي (الإنجليزية)
- راؤول كاسترو على موقع إن إن دي بي (الإنجليزية)
- راؤول كاسترو على موقع ديسكوغز (الإنجليزية)
- راؤول كاسترو على موقع قاعدة بيانات الفيلم (الإنجليزية)
- راؤول كاسترو على موقع كينوبويسك (الروسية)